# Ferpècle-Gletscher
Der Ferpècle-Gletscher (französisch Glacier de Ferpècle) ist einer der Gletscher im südlichen Talabschluss des Val d’Hérens, südöstlich von Evolène in den Walliser Alpen. Er hatte im Jahre 2013 eine Länge von etwas mehr als 6 km und bedeckte im Jahr 2016 eine Fläche von 9,08 km².

## Lage
Seinen Ausgangspunkt nimmt der Ferpècle-Gletscher am Grat zwischen der Tête Blanche (3710 m ü. M.), über welche die Grenze zwischen Italien und der Schweiz verläuft, und der Dent Blanche auf rund 3600 m. Das relativ flache Gletschereisfeld im oberen Teil wird auch Plateau d’Hérens genannt. Über den Col d’Hérens (3459 m ü. M.) ist der Ferpècle-Gletscher mit dem System des Zmuttgletschers verbunden; gegen Westen hängt er über den firnbedeckten Kamm nördlich der Tête Blanche mit dem parallel verlaufenden Mont-Miné-Gletscher zusammen. Der Gletscher fliesst nach Norden, flankiert vom Viertausender Dent Blanche im Osten sowie vom Mont Miné (3029 m ü. M.) im Westen. Die Gletscherzunge befindet sich derzeit auf einer Höhe von rund 2100 m. Hier entspringt die Borgne de Ferpècle, welche das Schmelzwasser durch das Val d’Hérens zur Rhone bringt.

## Entwicklung

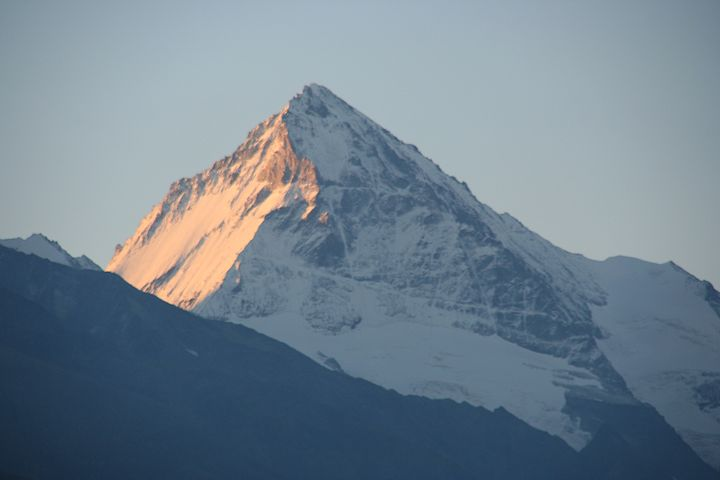
Dent Blanche mit Firnfeldern des Ferpècle-Gletschers

Während des Hochstadiums der Kleinen Eiszeit in der Mitte des 19. Jahrhunderts vereinigten sich die Zungen von Ferpècle- und Mont-Miné-Gletscher nördlich des Mont Miné und flossen gemeinsam noch rund einen Kilometer talabwärts. Seither sind jedoch beide Gletscher stark zurückgegangen. Im Verbindungsbereich staute sich zeitweise ein Randsee auf, der im Sommer 1952 ausbrach und im Val d’Hérens ein Schadenhochwasser verursachte.
| Jahr         | 1850 | 1973 | 1999/2000 | 2011        |
| Fläche (km²) | 11,2 | 9,8  | 9,3       | 9,08 (2016) |
| Länge (km)   | 9,3  | 6,6  | 6,6       | 6,3         |

## Weiteres
Oberhalb des Ferpècle-Gletschers am Hang der Dent Blanche führte der zur Römerzeit oft begangene Saumweg vom Val d’Hérens ins italienische Valpelline entlang. Reste dieser hochalpinen Route (im firnbedeckten Col de Valpelline 3562 m ü. M.), die von den Römern zur Heerstrasse ausgebaut wurde, sind streckenweise noch erhalten.